# Josep Caballé Domenech
Josep Caballé Domenech (Barcellona, 1973) è un direttore d'orchestra e musicista spagnolo. È direttore del Moritzburg Festival Germany

## Biografia
Josep Caballé-Domenech è nato a Barcellona, in Spagna, in una famiglia di musicisti. Ha studiato pianoforte, percussioni, canto e violino e ha preso lezioni di direzione con David Zinman e Jorma Panula all'Aspen Music Festival and School, Sergiu Comissiona ed anche all'Università per la musica e le arti interpretative di Vienna.

## Carriera da direttore
Josep Caballé Domenech ha lavorato con orchestre come la Royal Philharmonic Orchestra con la quale ha registrato "Respighi's Roman Trilogy" per Onyx Classics, Tonhalle Orchester Zurich, WDR Cologne, Swedish Radio Symphony Orchestra, Orchestra Filarmonica Reale di Stoccolma, Orchestra Filarmonica Ceca, Orchestra della Radio di Monaco, Orchestra sinfonica della radio di Vienna, Orchestra Sinfonica di Berna, Orchestra Sinfonica Giuseppe Verdi di Milano, la New Japan Philharmonic, Orchestra Sinfonica di Barcellona, Orchestra Sinfonica della Galizia, Euskadi Symphony Orchestra, Extremadura Orchestra, Orchestra of RTVE di Madrid, Houston Symphony, San Antonio Symphony, Fort Worth Symphony Orchestra e OFUNAM México tra le altre. I suoi debutti più recenti sono stati con la Netherlands Radio Chamber Philharmonic al Concertgebouw di Amsterdam, l'Orchestre National de Montpellier Languedoc-Roussillon, la Chile Symphony Orchestra, la Baltimore Symphony Orchestra, la Bilken Philharmonic Orchestra di Ankara e l'Orchestre national du Capitole du Toulouse, tra le altre. Inoltre è ospite regolare di festival estivi come Aspen Music Festival, Texas Music Festival Houston, Wintergreen Festival negli Stati Uniti, Londrina Festival in Brasile e Moritzburg Festival in Germania.
Il Maestro Caballé Domenech ha fatto il suo debutto operistico al Gran Teatre del Liceu di Barcellona dirigendo le esecuzioni di Così fan tutte di Mozart. Le produzioni successive al Liceu includono Il mondo della luna di Haydn, L'elisir d'amore di Donizetti, Maria del Carmen di Granados e Lucia di Lammermoor di Donizetti. Ha inoltre diretto le produzioni del Liceu al Festival di Savonlinna e alla Fenice di Venezia. In seguito è stato invitato da altre compagnie d'opera europee, per Le nozze di Figaro all'Staatsoper Stuttgart, la Volksoper Wien (una nuova produzione di Tosca, tra le altre) e il Theater an der Wien con Plácido Domingo nel ruolo principale, al Teatro San Carlo di Lisbona, il Théâtre du Capitole de Toulouse, l'ABAO di Bilbao, la Komische Oper di Berlino, l'Opéra reale di Versailles di Parigi, la Staatsoper Unter den Linden di Berlino, il Teatro Aalto di Essen e il Semperoper di Dresda.
Momenti salienti recenti includono la prima del balletto di E. Palomar "Negro Goya" al 60º Festival Internazionale di Granada, il debutto alla Royal Albert Hall di Londra con la Royal Philharmonic Orchestra, il debutto alla Semperoper di Dresda con le Nozze di Figaro di Mozart e una nuova produzione di Carmen di Bizet ed esecuzioni del Barbiere di Rossini, alla Komische Oper di Berlino, al Teatre Royal du Versailles di Parigi, la Montpellier Orchestra, il Concertgebouw di Amsterdam con la Radio Chamber Orchestra, la Euskadi Symphony Orchestra, la Belo Horizonte Philharmonic in Brasile, la Tampere Philharmonic in Finlandia, la Boheme di Puccini alla Staatsoper Berlin e L'anello di Wagner alla Halle, la Salomè di Strauss al Teatro Mayor di Bogotá, Roberto Devereux di Donizetti all'ABAO di Bilbao, la Fanciulla del West di Puccini alla Opera di Amburgo, un tour sudamericano con la Staatskapelle Halle e un concerto con Yo-Yo Ma che ha segnato il Gala del 90º anniversario della Colorado Springs Phiharmonic Orchestra, tra gli altri.
Impegni recenti e futuri: la Tetralogia dell Anello del Nibelungo di Wagner, L'Olandese volante, Aida, Tosca, Adriana Lecouvreur e Sweeney Todd all'Opera di Halle, La Fanciulla del West, Pagliacci di Leoncavallo e la Cavalleria Rusticana alla Staatsoper di Amburgo; Salomé, El Caballero de la Rosa al Teatro Mayor di Bogotá; debutta al Teatro de la Zarzuela di Madrid e al Teatro Real in concerto con Bryn Terfel; le apparizioni con l'Orchestra Sinfonica di Norimberga, la Filarmonica di Dortmund, la Tucson Symphony, la Camera Musicae al Palau de la Música Catalana di Barcellona, la collaborazione con Lang Lang e l'Orchestra del Palau de les Arts di Valencia, il concerto con il Dresden Festspielorchester all'Elbphilharmonie di Amburgo, e il concerto con Yo-Yo Ma nel gala-celebrazione del 90º anniversario della Colorado Springs Philharmonic Orchestra.

## Premi
Josep Caballé-Domenech ha ricevuto l'Aspen Prize dall'American Academy of Conducting di Aspen. È stato selezionato per essere 'Sir Colin Davis' Protégé' nel primo ciclo inaugurale di Rolex Mentor and Protégé Arts Initiative (2002-2003). È stato inoltre vincitore del 1° Concurso Jóvenes Directores de Orquesta Sinfónica del Principado de Asturias (2000) e del 13º Concorso Internazionale Nicolai Malko per giovani direttori d'orchestra (2001).